# Krasna Poljana (Wolnowacha)
Krasna Poljana (ukrainisch, kyrillisch Красна Поляна; russisch Красная Поляна Krasnaja Poljana) ist ein Dorf im Westen der ukrainischen Oblast Donezk mit etwa 4600 Einwohnern (2001).

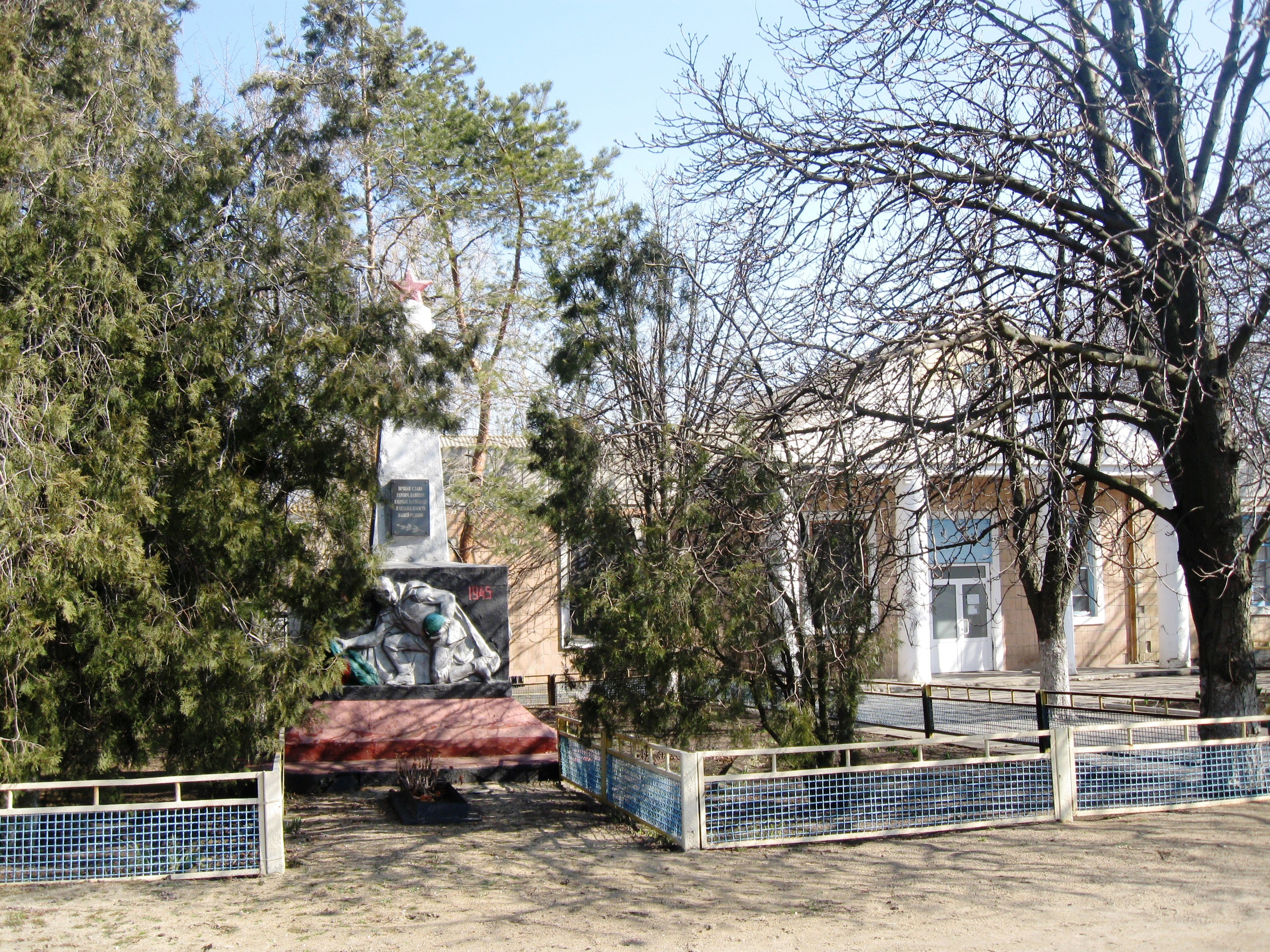
Denkmal im Ort

## Geographie
Krasna Poljana liegt am Ufer des Mokri Jaly (ukrainisch Мокрі Яли), einem 147 Kilometer langen Nebenfluss der Wowtscha. Das Dorf liegt an der Territorialstraße T–05–18 etwa 90 km südwestlich vom Oblastzentrum Donezk und 40 km südöstlich vom ehemaligen Rajonzentrum Welyka Nowosilka.

## Geschichte
Das Dorf wurde 1787 von Siedlern von der Krim gegründet. Zwischen 1925 und 1939 lag das Dorf im Luxemburgisch-deutschen Nationalrajon.
Die Ortschaft trug bis zum Zweiten Weltkrieg den Namen Nowa Karakuba (Нова Каракуба). Nördlich des heutigen Ortskerns befand sich die deutsche Kolonie Elisabethdorf (auch Blumental), diese wurde 1825 von Siedlern aus Baden, Hessen-Darmstadt und dem Elsass gegründet.
Am 12. Juni 2020 wurde das Dorf ein Teil der neugegründeten Landgemeinde Staromlyniwka, bis dahin bildete es die gleichnamige Landratsgemeinde Krasna Poljana (Краснополянська сільська рада/Krasnopoljanska silska rada) im Süden des Rajons Welyka Nowosilka.
Am 17. Juli 2020 wurde der Ort ein Teil des Rajons Wolnowacha.